# 行人天橋

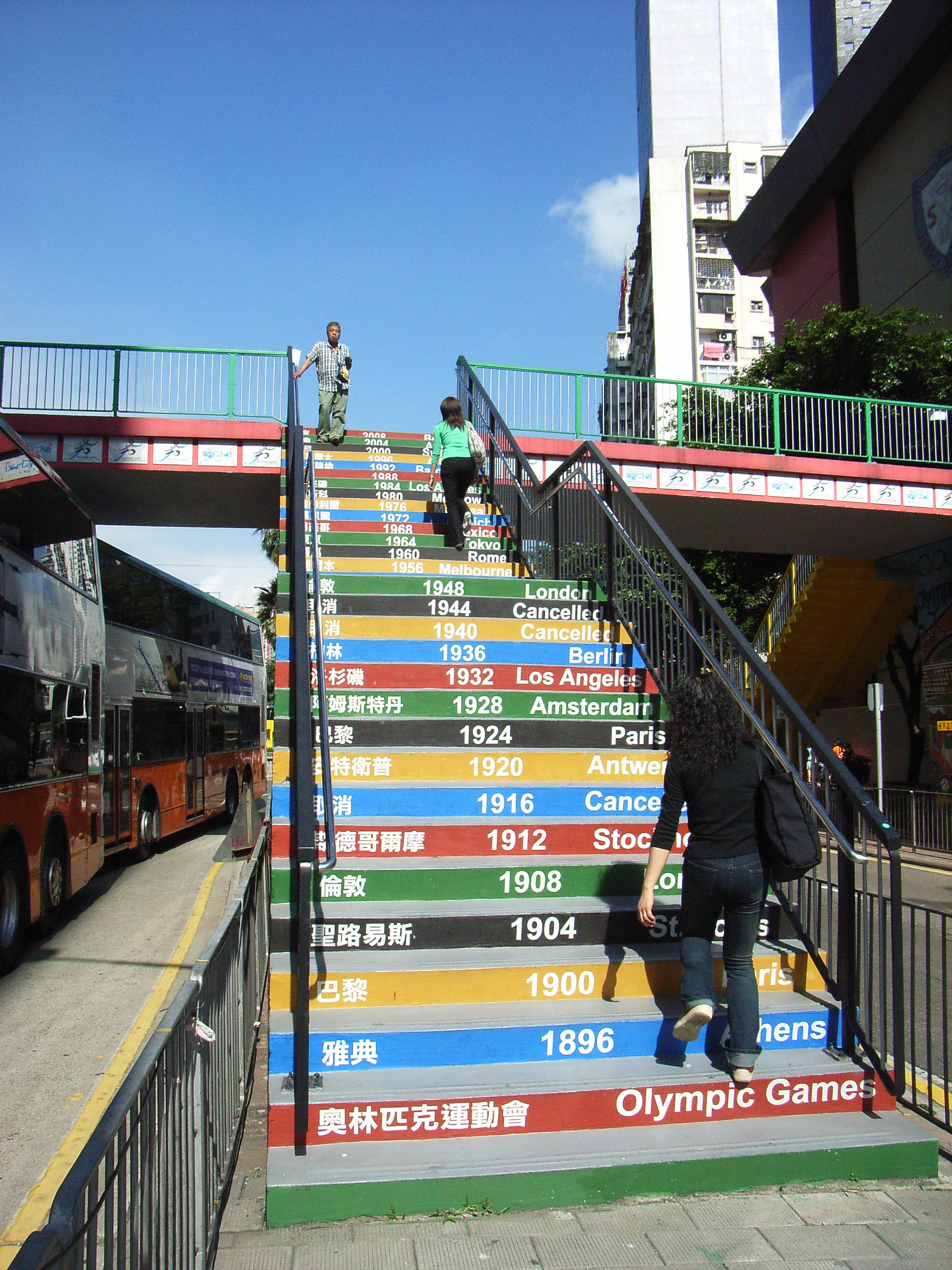
香港禮頓道的行人天橋

行人天橋（英語：／／}}）是指專為行人設計的橋樑。
兩座建築物之間的封閉橋樑亦為該類建築物的一種，英文稱為「skywalk」，中文則將兩者同稱作「行人天橋」。

## 外部連結
- How To Build a Footbridge （页面存档备份，存于）
- Timber Pedestrian Bridge Images （页面存档备份，存于）